# 사봉 (전한)
사봉(史鳳, ? ~ ?)은 전한 말기 ~ 신나라의 제후로, 소부 사악성의 증손이다.

## 생애
원시 5년(5년), 사림을 끝으로 폐지되었던 원씨후(爰氏侯)에 봉해져 식읍 1,000호를 받았다. 작위는 신나라 때까지 이어졌으나, 신나라 멸망 후 후사가 끊겼다.

## 출전
- 반고, 《한서》 권18 외척은택후표

| 선대 (71년 전) 원씨애후 사림 | 전한 ~ 신의 원씨후 5년 ~ 23년 | 후대 (신 멸망) |